# Kelpie

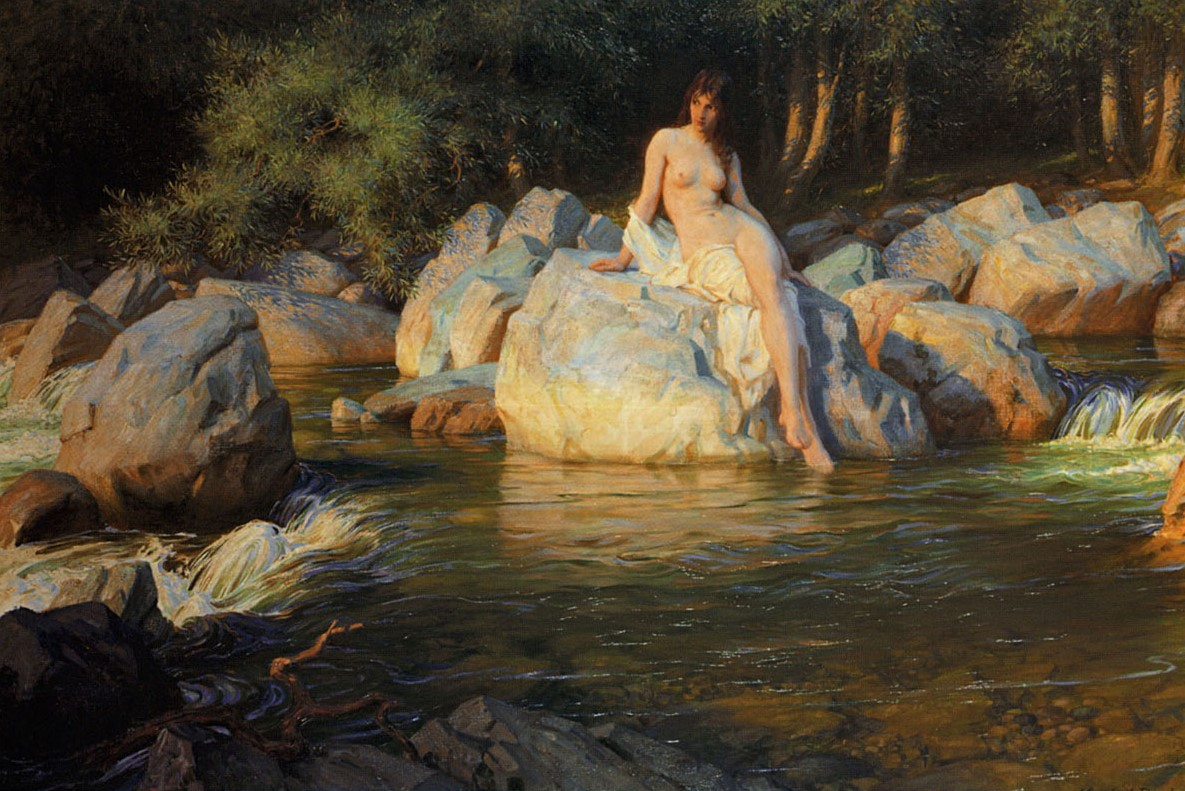
O Kelpie de Herbert James Draper, 1913

Um kelpie, ou kelpie aquático ( gaélico escocês : Each-Uisge ), é um espírito que muda de forma e habita lagos no folclore irlandês e escocês. Geralmente é descrito como uma criatura semelhante a um cavalo cinza ou branco , capaz de adotar a forma humana. Alguns relatos afirmam que o kelpie mantém seus cascos quando aparece como humano, levando à sua associação com a ideia cristã de Satanás, como aludido por Robert Burns em seu poema de 1786 " Endereço ao Diabo ".
Quase todas as massas de água de tamanho considerável na Escócia têm uma história de kelpie associada, mas a mais amplamente relatada é a do Lago Ness. O kelpie tem homólogos em todo o mundo, como o nixie germânico, o wihwin da América Central e o bunyip australiano. As origens das narrativas sobre a criatura não são claras, mas os propósitos práticos de manter as crianças afastadas de extensões de água perigosas e de alertar as jovens para terem cuidado com estranhos bonitos foram observados na literatura secundária.
Kelpies foram retratados em suas diversas formas na arte e na literatura, incluindo duas  esculturas de aço em Falkirk, The Kelpies, concluídas em outubro de 2013.